# Zelote

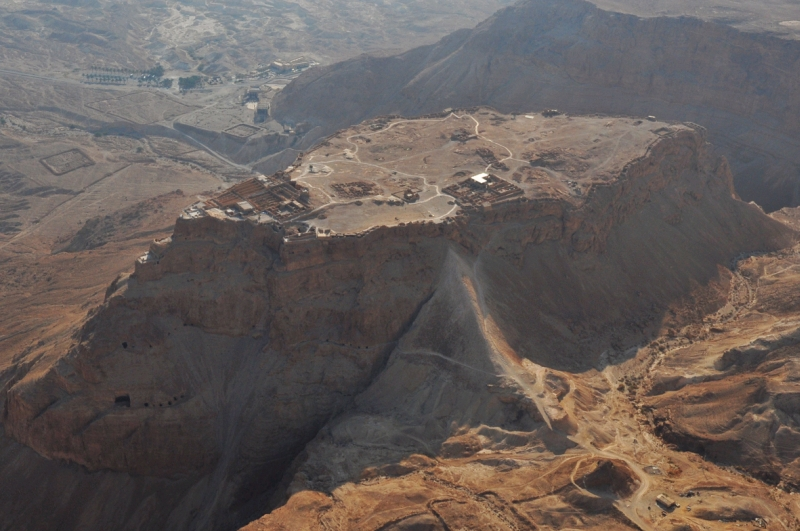
Masada, bastión donde los zelotes resistieron a las legiones romanas

Los zelotes o zelotas fueron un movimiento político-nacionalista fundado por Judas el Galileo en el s. I d. C. Fueron la facción más violenta del judaísmo de su época, enfrentándose frecuentemente a otras facciones como los fariseos o saduceos. El vocablo zelota ha pasado a ser sinónimo en varios idiomas de intransigencia, fanatismo o radicalismo militante.
Algunos historiadores los consideran como uno de los primeros grupos terroristas de la historia puesto que utilizaban el homicidio de civiles que a su entender colaboraban con el gobierno romano, para disuadir a otros de hacer lo mismo. Dentro del movimiento zelota, una facción radicalizada conocida como los sicarios, se distinguió por su particular virulencia y sectarismo.
Su objetivo era una Judea independiente del Imperio romano mediante la lucha armada tal y como sucedió en la primera guerra judeo-romana del 66-73 durante la cual controlaron Jerusalén hasta que la ciudad fue tomada por los romanos, que destruyeron el Templo, y tres años más tarde ocuparon la fortaleza de Masada, el último refugio zelote, tras el suicidio de sus defensores.

## Etimología
El término "zelota", en hebreo kanai (קנאי, frecuentemente usado en su forma plural, קנאים kana'im), significa alguien que cela por Yahvé. El término deriva del griego ζηλωτής (zelotes), "emulador, celoso, admirador o seguidor".

## Jesús y los zelotes
Robert Eisler ha creído descubrir un vínculo entre el cristianismo naciente y los zelotes, nacionalistas fanáticos. Este autor ve un mensaje en el cristiano inicial que se correspondería al de un mesianismo político tendente a instaurar el reinado de Jesús, en caso necesario, en un Israel libre de romanos e idólatras. Este mismo punto de vista es sostenido por Brandon.
Lo único que sabemos con mayor seguridad es que el mundo en el que vivía Jesús estaba fuertemente imbuido de espíritu zelote, pero según Cullmann el mismo Jesús debió constantemente tomar posición en contra de esa avanzada del nacionalismo judío frente a los romanos, desautorizándolo.

## Los zelotes en los evangelios
Judas el Galileo es mencionado como uno de sus líderes más relevantes y recordado por sus acciones en la época del primer censo en Judea, tal como figura en los Hechos de los Apóstoles. En el Nuevo Testamento es conocido el capítulo en la que la libertad de Barrabás, quien podría ser un líder zelote preso, según Mateo y Lucas había matado un hombre en una revuelta y por eso a Barrabás se lo considera (aunque no se sabe con certeza) que fue un zelota, es preferida por una muchedumbre a la de Jesús de Nazaret, atestiguando la popularidad de dicho movimiento en su época.
Uno de los discípulos de Jesús, escogido por él como apóstol, provenía posiblemente de este movimiento, pues es designado inequívocamente como Simón el Zelote  en el Evangelio de San Lucas. Esta traducción que hace Lucas, ζηλωτην zelotei, contrasta con la trascripción griega καναναιον, kananaion, de Marcos y καναναιος kananaios, de Mateo, que obviamente se refieren al hebreo qanaim o al arameo kanán. Se ha especulado en cambio sin ninguna prueba, con que Judas Iscariote era "Judas el sicario". Sin embargo, en el Testamento en Galilea de Nuestro Señor Jesucristo, evangelio apócrifo etíope, se menciona a Judas como zelota (capítulo II, versículo 12) y se le reconoce como hijo de Simón el cananeo o el Canaíta. El nombre de Iscariote sería nada más un apelativo derivado de ish-kraioth (hombre de la sica, el temible puñal curvo de los sicarios).